# Huntington (Castle)
Huntington – wieś w Anglii, w hrabstwie Herefordshire. Leży 30 km na północny zachód od miasta Hereford i 218 km na zachód od Londynu.